# 西武百貨店
株式会社西武百貨店（せいぶひゃっかてん、英: The Seibu Department Stores, Ltd.）は、かつて東京都豊島区南池袋に本店を置き、関東地方を中心に百貨店を運営していた企業で、日本の大規模小売店。ミレニアムリテイリングの完全子会社であった。
かつての日本最大の総合流通グループであったセゾングループ（旧・西武流通グループ、後に解体）の中核企業で、以前は第一勧銀グループ（現在：みずほグループ）の一員でもあった。もともとは西武鉄道と同一のグループであったが、西武鉄道創業者である堤康次郎の死後に西武グループとセゾングループに分裂し、堤清二がセゾングループの代表を務めた。このため、西武鉄道など西武グループとの資本関係はなくなっている。
2009年8月1日にミレニアムリテイリングおよび同じくミレニアムリテイリング傘下のそごうと合併し、そごう・西武となった。合併とともに店舗屋号が「西武百貨店」から「西武」に変更され、「西武百貨店」という名称は姿を消すこととなった。なお旧セゾングループの企業で社名に「西武」を冠しているのは当社と後身のそごう・西武のみである。

## 概要

### ファッションの総合商社

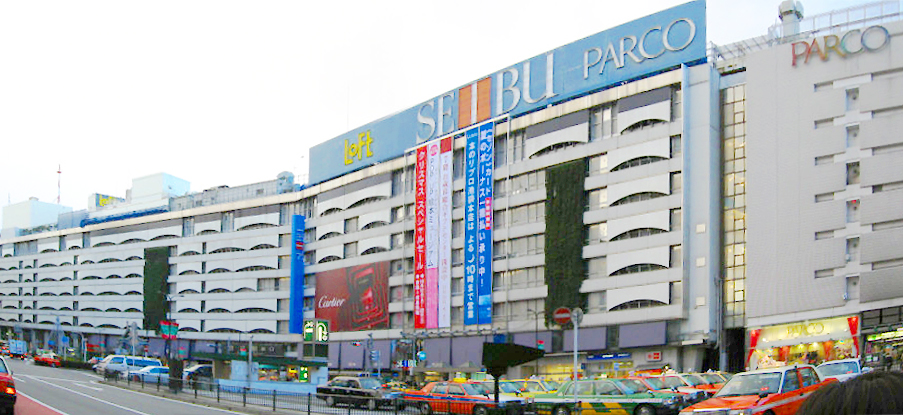
リニューアル前の西武池袋本店（2007年12月撮影）

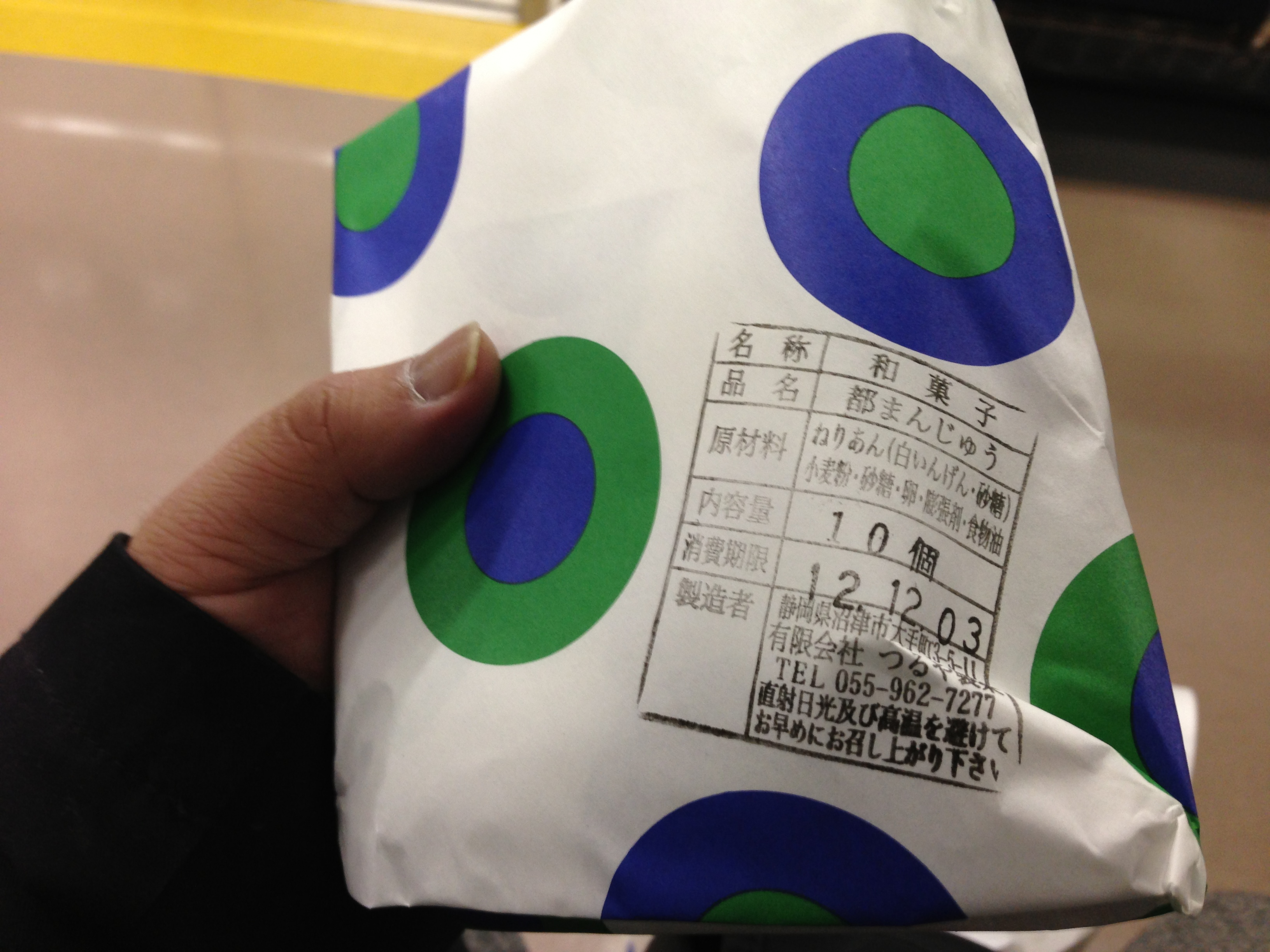
田中一光によるデザインの包装紙

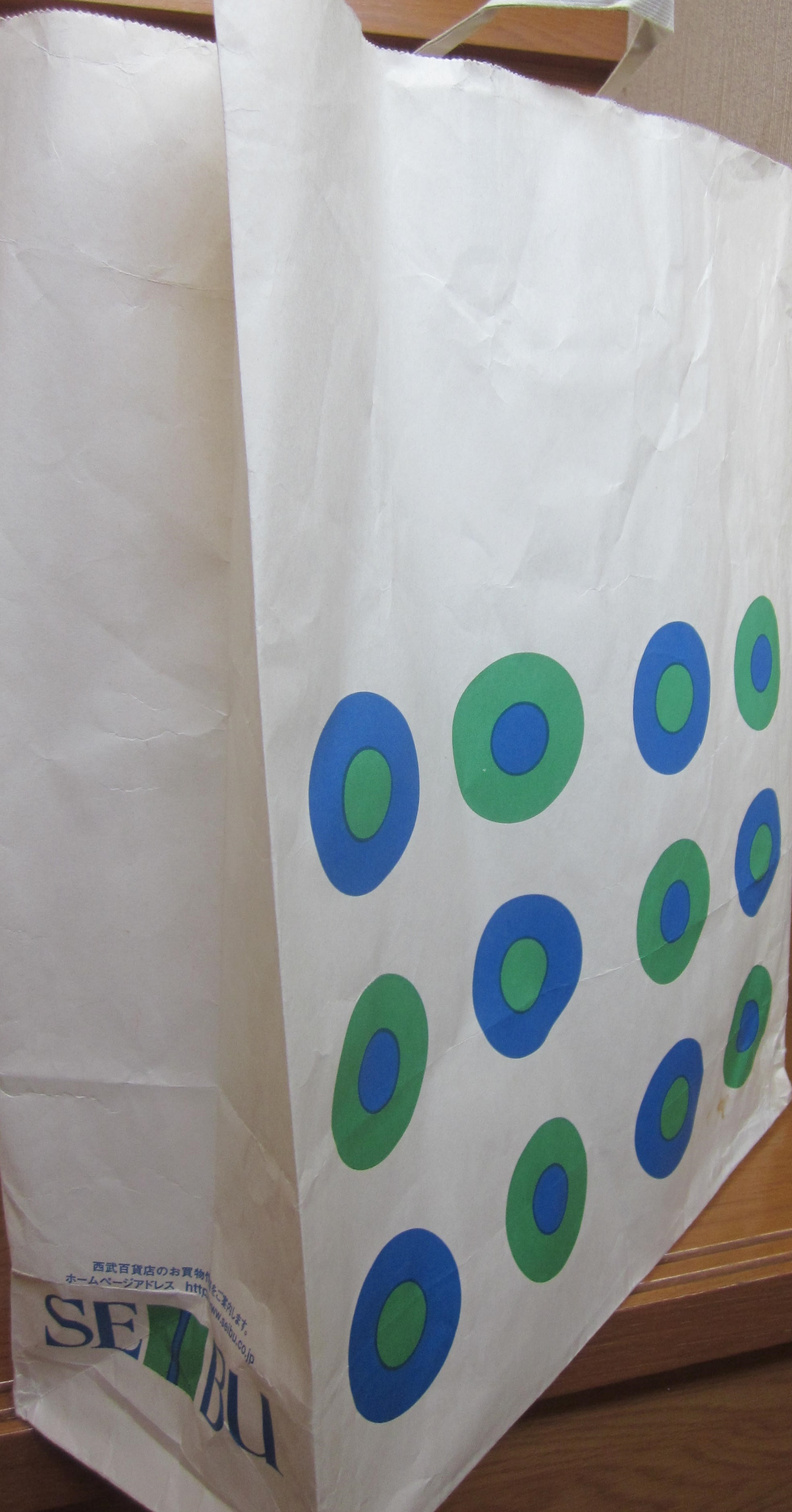
買い物袋

西武グループの創業者・堤康次郎の息子の一人である堤清二は、当百貨店を中心とする西武流通グループを康次郎から相続した。
清二は日本の百貨店で最初にパリにオフィスを構え、エルメス、イヴ・サンローラン、1962年にはピエール・カルダンと並ぶコンチネンタル・ルックの旗手としてパリで人気を博していたテッド・ラピドスと提携、1975年 - 1976年にかけての第一次アルマーニブームや欧米の高級ブランドをいち早く取り入れ、時をほぼ同じくしてヨーロッパの高級DCブランドを次々に導入。1984年には海外や国内の高級ブランドを一手に取り扱う専門商社「大沢商会」を傘下に収めた。1980年代前半には三越日本橋本店を抜き、売上日本一の百貨店となった。
ソニア・リキエル、ミッソーニ、ジャンフランコ・フェレ、ルイフェローなどの日本代理店になり、ケンゾー、イッセイミヤケ、タケオキクチ（メンズビギ）などを最初に導入したのも西武である。シブヤ西武（現：西武渋谷店）に設置されたショップ「カプセル」では、デビュー間もない川久保玲（コム・デ・ギャルソン）、山本寛斎、イッセイミヤケ、タケオキクチら、新手のデザイナーらを後押しした。プライベートブランドの開発でも当時、日本ではまだ無名であったラルフローレンと契約し、メジャーブランドに育てた。また「SEED館」の試みは、現在では一般的であるセレクト型編集売場の先駆けでもあった。
独自の「イメージ戦略」を打ち出し、「おいしい生活」、「不思議大好き」など糸井重里らによる名キャッチコピーでも知られた。また、パルコ、ロフト、無印良品、コンラン卿と提携した家具・インテリア専門館「ハビタ館」、世界中のレコードが入手できるといわれた「WAVE」、西武が設立に関わったFMラジオ局「J-WAVE」、大型書店「リブロ」、洋書や近代思想、コンテンポラリーアートの画集などを幅広く手掛け、青山ブックセンターと並び称された「アール・ヴィヴァン」、高級スーパー「ザ・ガーデン自由ヶ丘」、日本初の総合スポーツ専門館「西武スポーツ館」、リボン館、PAO館などの異業種へと次々に参入し、セゾン美術館、銀座セゾン劇場、渋谷パルコ劇場、パルコ・クアトロ、東京テアトル、パルコ出版など、メセナ・ソフト事業も幅広く手掛けた。これらは「セゾン文化」と呼ばれ一世を風靡し、西武百貨店のブランド力を強固なものにすることに貢献した。
ブランド力を生かして北海道から四国まで店舗網を拡大するとともに、同じセゾングループの西友が西武百貨店のブランド力を生かし「西武」を名乗った百貨店型店舗を運営した。電鉄系百貨店としては最も全国に広く展開していた（西友運営の「西武」は1998年 - 2000年にかけてLIVINに改称）。
一方、日本百貨店経営協議会（JMA）事務局により、地方百貨店の系列化も目指した。

### 有数の百貨店グループから日本最大の流通グループへ
1992年、和田繁明が会長に就任。堤清二のもと管理機能が不在となり、あらゆる弊害が顕在化している現状を痛烈に批判した『西武百貨店白書』を公表し、その中で「百貨店は構造不況」だと指摘している。
バブル崩壊に伴う過去の不動産への過剰投資が重荷となり、パルコやコンビニエンスストアのファミリーマートなど、セゾン文化の中で養われた独自ブランドを手放し、さらには最大の収益力を誇る池袋本店を不動産投資信託化して1000億以上の資金を調達するなどして再建に取り組んだ。しかし、1999年頃には「和田との交渉には応じない」とまで言われるほど銀行側との折り合いが悪くなり、和田は突如退任を余儀なくされ、一度身を引いた。その後は銀行からの要請もあり、2000年に民事再生法の適用を申請し経営破綻したそごうに特別顧問（のち社長）として和田が就任。和田は、西武百貨店の経営手法を多く取り入れつつも、西武百貨店とそごうの資本提携は行わずにそごうの経営再建を進めた。当時、本部社員が大量に十合に出向したのち、一旦退職しそのまま十合でそっくり再雇用という形態で人材を流出させており、後年の西武百貨店とそごうの経営統合まで視野に入れていたとみられる。
西武百貨店の再建にやや明るい兆しが見えて来た中で、西洋環境開発の不良債権処理を巡ってセゾングループの経営危機が表面化。傘下にあった西武百貨店にも再び経営不安がささやかれた。再建は2,200億円の債権放棄を軸とする「私的整理」という形で進められた。このとき西武百貨店を救済したのが、西武百貨店の経営手法を取り入れて経営再建したばかりのそごうを傘下に収めていた株式会社十合であった。2003年から2004年にかけ後藤高志（第一勧業銀行→みずほ銀行）らの支援で十合が西武百貨店の第三者割当増資を段階的に引き受け、さらに株式交換を行う形で西武百貨店を完全子会社化し、株式会社十合がミレニアムリテイリングに商号変更したことで、そごうと西武百貨店の経営統合が実現。高島屋に次ぐ国内2位の巨大百貨店グループが誕生することになった。この事業持株会社方式の経営統合が、双方の屋号を維持しながら経営の合理化を実現した点で、後に行われた大手百貨店同士の経営統合に少なからず影響を与えている。
その後、再建を確かなものとするために、ミレニアムリテイリングは野村プリンシパル・ファイナンスなどを引受先とする増資を行い、事業持株会社として株式上場を目指していたが、野村プリンシパル・ファイナンスと西武百貨店の間で上場時期を巡る意見の対立が顕在化したことに加え、敵対的買収防衛策の観点から、2005年12月にミレニアムリテイリングの代表であった和田がセブン&アイ・ホールディングスの傘下入りを決めた（和田自身は健康上の問題から2007年に引退）。この結果、かつてのセゾングループに匹敵する、国内最大級の流通グループが誕生した。

### セブン&アイ・ホールディングス傘下に 3社合併で新会社誕生
2006年6月、セブン&アイ・ホールディングスがミレニアムリテイリングを買収して完全子会社（百貨店事業の中間持株会社化）となり、西武百貨店とそごうはセブン&アイグループの一員となった。
セブン&アイグループ入り後しばらくは、そごうとともに独立色が保たれていたが、2009年2月、百貨店では極めて珍しいイトーヨーカドー・セブンイレブン・ヨークベニマルなどで取り扱っているプライベートブランド（PB商品）「セブンプレミアム」が池袋本店の食品売り場（デパ地下）に導入され、最終的に両社の全店舗に導入された。日経によると、百貨店の売上不振の原因が高額商品に偏りすぎているため、日常的なアイテムであるPB商品を導入して品揃えを増やして、売り上げを高めるためと報じている。
2009年8月1日にそごうを存続会社として、西武百貨店とミレニアムリテイリングを吸収合併し、そごう・西武が誕生した。
2006年2月期の西武百貨店全店における国内百貨店事業単体の営業利益率は、4.18%で百貨店業界2位であった（1位は大丸の4.4%、3位は阪急百貨店の4.06%）。

## 沿革

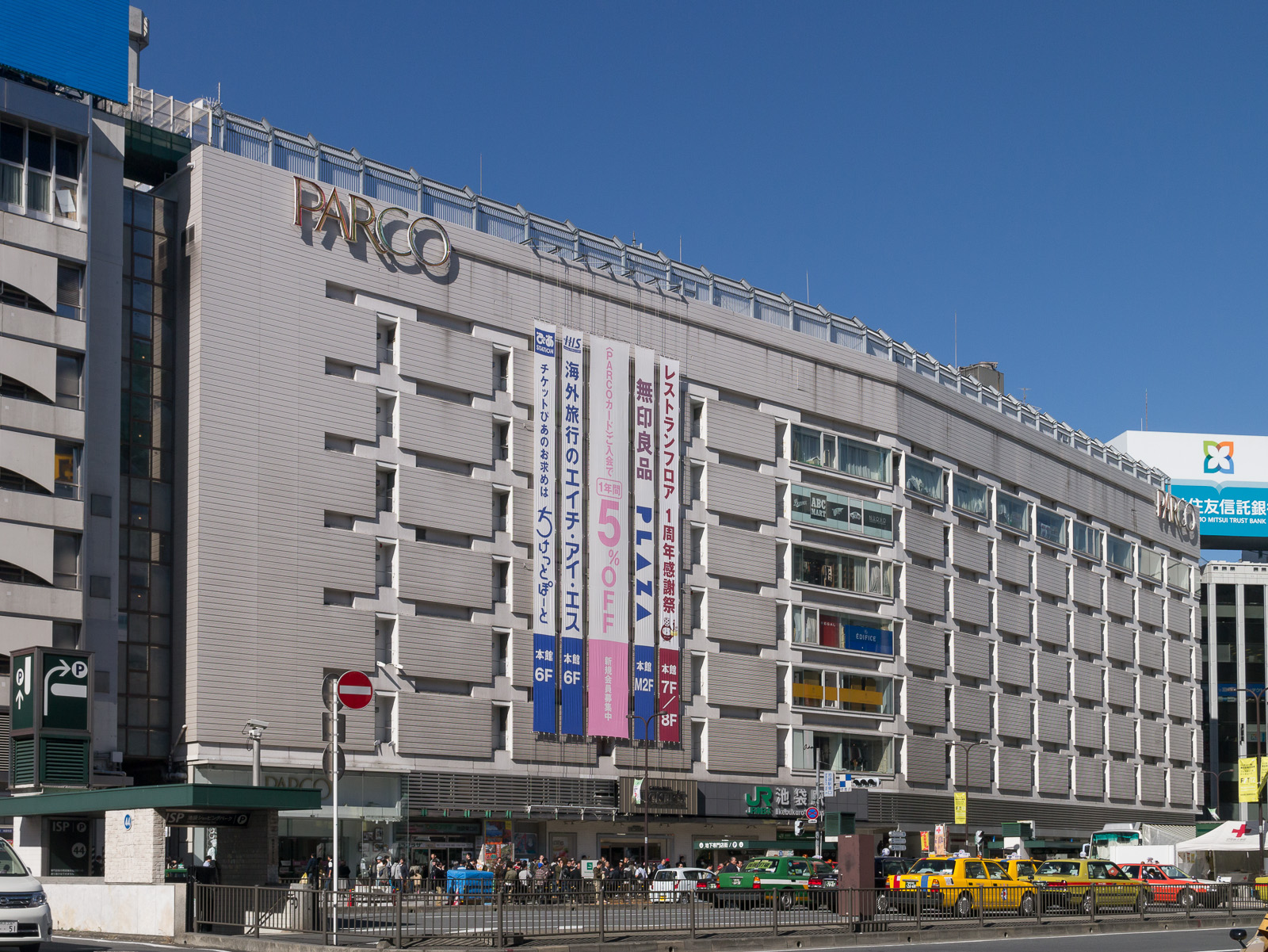
東京丸物を買収し、開店した池袋パルコ

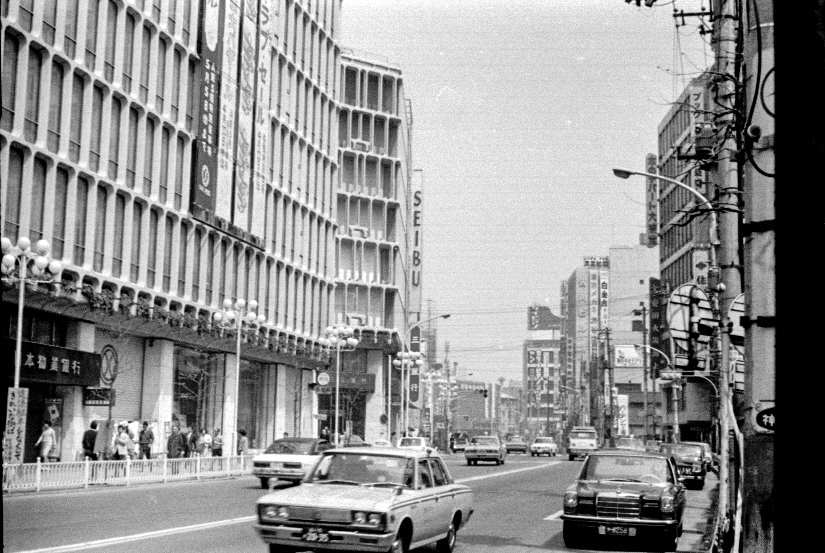
渋谷店（1970年4月）

- 1928年：後に西武福井店となる「だるま屋」が創業。
- 1933年：日本橋の呉服店系老舗百貨店の白木屋（1662年創業）と京浜電気鉄道が共同で設立した京浜百貨店が、1935年に「京浜デパート池袋分店」として、「菊屋デパート」の名称で池袋駅東口に出店。
- 1940年：西武鉄道の前身・武蔵野鉄道が「菊屋デパート池袋分店」を買収。武蔵野デパートと改称。
- 1943年：武蔵野食糧株式会社に商号変更（「武蔵野デパート」の店名は変わらず）。
- 1947年：帝都百貨店の吸収を行い、株式会社武蔵野デパートと商号変更[注 1]。
- 1949年4月27日：株式会社西武百貨店に商号変更（店名も「西武百貨店」に変更）。
- 1952年9月20日：西武百貨店第一期開店。その後、順次増改築を繰り返し、大規模なターミナル型デパートとなって行く。
- 1955年：堤清二が取締役店長に就任。
- 1956年
6月13日：軽井沢店開業。
社内マーケット部門として「西武ストア」設立。
- 1957年
6月8日：沼津店開店。
9月24日：鎌倉店開店。
- 1960年6月：商事部特需課に自動車係を設置。（1961年8月に自動車課に格上げ）

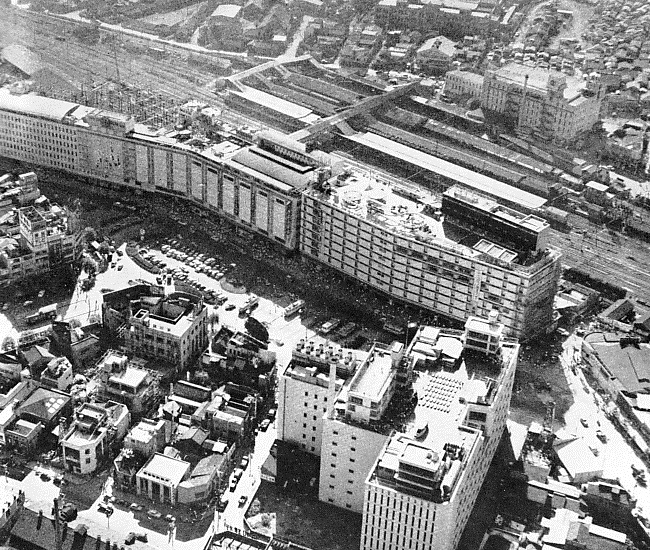
西武百貨店池袋店（1960年）

- 1962年
3月14日：ロサンゼルス店開店。
10月：自動車課が西武自動車販売株式会社として独立。
- 1963年
4月：西武ストアを株式会社西友ストアとして分離（後にセゾングループを離脱し、ウォルマート傘下となる）[7]。
8月22日：この日定休日だった池袋店で火災、7人死亡。原因は消毒作業員（未成年）の隠れタバコの不始末。
8月24日：冠水商品の大安売りを告知したところ、約5万人が殺到したため中止となった。
- 1964年3月：日本百貨店共同仕入機構発足。地方百貨店との業務提携開始。
- 1967年9月22日：船橋店開店[8]。
- 1968年
2月：池袋店に隣接する東京丸物（池袋ステーションビル）を買収し、再建に乗り出す。
4月19日：渋谷店開店[9]

- 1969年
6月上旬：東京丸物閉店。
11月14日：大宮店開店。
11月23日：閉店した東京丸物をパルコとして開業。
- 1970年代以降：増田通二が開発したパルコの成功にヒントを得た「文化戦略」を打ち出す。
- 1970年
4月：東京丸物を店名と同じ株式会社パルコに社名変更（後にセゾングループを離脱し、J.フロント リテイリング傘下となる）。
6月11日：静岡店開店。
10月29日：八王子店開店。
- 1971年
この年の堤康次郎の七回忌を機に堤義明率いる「西武鉄道グループ」と堤清二の「西武流通グループ」（後のセゾングループ）に分立。安定基盤である鉄道や不動産を失ったことで、流通グループは『西武』を名乗りながらも、単独の道を歩み始める。
4月27日：株式会社西武百貨店関西設立。
6月17日：宇都宮店開店。
- 1973年11月23日：豊橋丸物との提携により豊橋店を開店。
- 1974年11月15日：西武百貨店関西、高槻店開店[注 2]。
- 1975年
9月：池袋店が全面改装し、西武美術館開館。新CIが導入された。
緑屋（月賦百貨店）と資本提携。

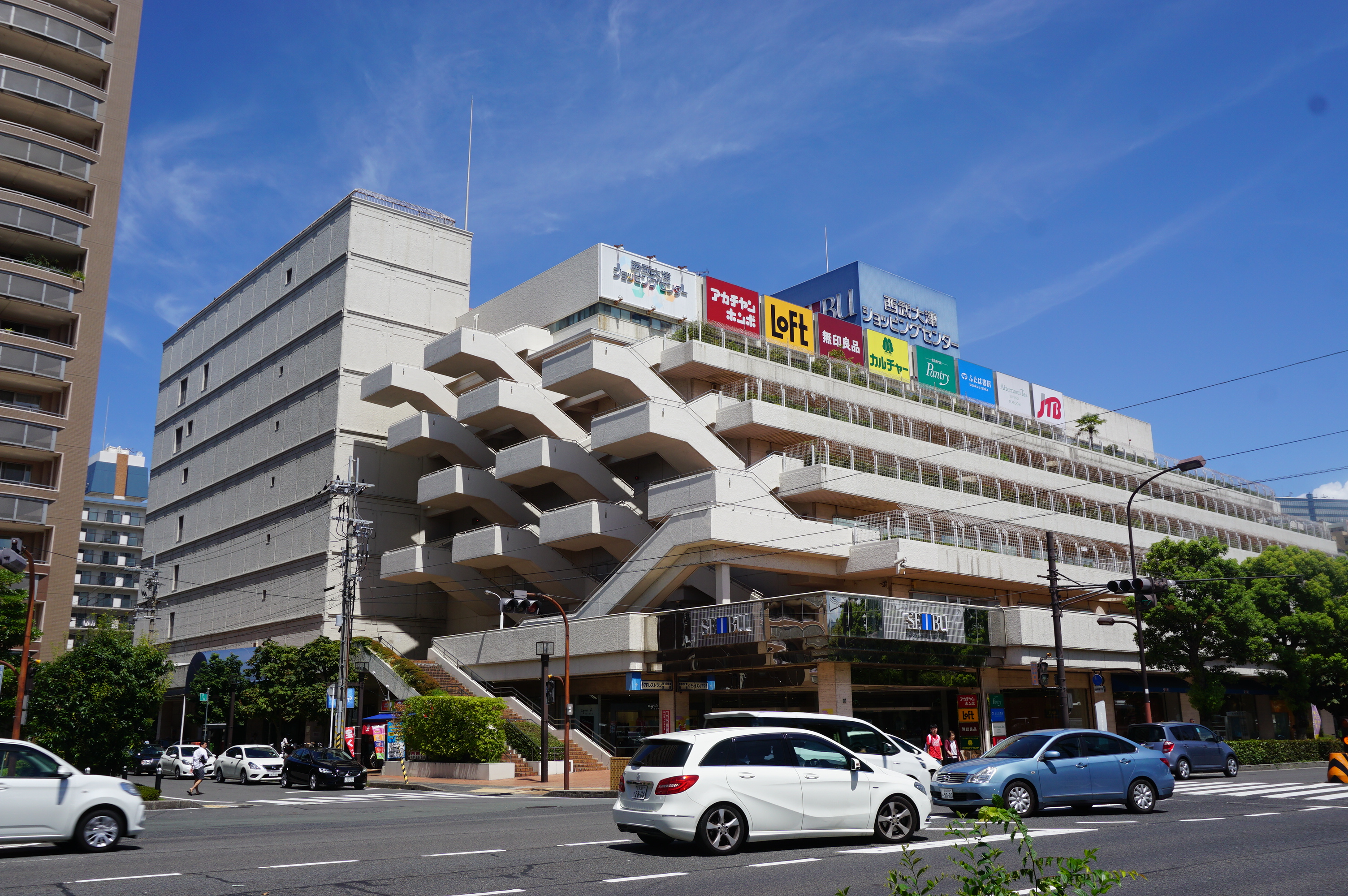
西武大津ショッピングセンター（2020年8月末閉店）

- 1976年11月16日：西武百貨店関西大津店開店。
- 1980年
日本百貨店共同仕入機構を日本百貨店経営協議会（JMA）に改称。
8月：緑屋は西武クレジット（後のクレディセゾン）に社名変更。
- 1981年5月29日：西武百貨店関西八尾店開店。
- 1981年6月：西武クレジットが西武流通グループのクレジット・ファイナンス基幹会社としてスタート。
- 1982年
8月：西武カード（後のセゾンカード）発行開始[10]。信販ノウハウを活かしたハウスカード導入で顧客の会員化を目指した。
西武ライオンズが初のリーグ優勝&日本一になり各店で優勝セールを行う。
- 1983年 - 
5月：株式会社シェルガーデン設立[9]
池袋西武が売上高日本一へ（他店舗の売上高などを含む[注 3]）。
- 1984年4月27日：西武秋田店の前身「本金西武」開業。
- 1984年10月6日：有楽町マリオンに西武百貨店が進出。なお、二期ビル（有楽町西武地下2階 - 地下4階など）が完成したのは1987年。
- 1985年3月：西武流通グループから「西武セゾングループ」と改称。
- 1986年
社長・堤清二が西武鉄道取締役を辞任。
4月25日：所沢店開店。
- 1988年
3月11日：川崎店 川崎ルフロン内に丸井と一緒に開業
- 1989年
6月12日：株式会社西武百貨店関西を合併[11]。
10月：『西武』を廃し「セゾングループ」と改称、独立色はより鮮明となった。
- 1995年10月：高級スーパーのシェルガーデンを子会社化し、池袋西武の地下二階に「ザ・ガーデン自由が丘」の名称で初めて導入。
- 1993年
10月：西武北陸（だるまや西武（現在：福井店）、小松西武、富山西武）を吸収合併。
- 1996年
6月：クラブ・オンメンバーズシステム全店導入[9]。
8月：株式会社ロフト設立、分社化[9]。
- 1997年
10月、情報化促進貢献企業として「通産大臣賞」受賞。
12月25日：浜松店が閉店。
- 1998年10月：ロイヤルスカンジナビア社（デンマーク）との間で業務提携。
- 1999年
4月：イルムス池袋を池袋西武にオープン（1号店）。
アメリカ最大の高級百貨店「ノードストローム」社と国内販売権契約。
- 1999年10月7日：東戸塚店開店。
- 2000年：伊藤忠商事株式会社と事業協力で業務提携。「株式会社有楽町西武」を吸収合併。
- 2000年9月22日：岡崎店開店。
- 2001年：株式会社西洋環境開発を清算し、「セゾングループ」が実質的に崩壊する。
十合と包括的業務提携を締結[9]。株式会社イルムスジャパン設立、分社化。
- 2002年2月：十合・西武統合商品部（SSMG）発足[9]。
- 2003年
2月：私的整理に関するガイドラインに基づく再建計画成立[12]。
5月：株式会社十合が筆頭株主となる。
6月：ミレニアムリテイリンググループ発足[9]。
7月：川崎店、函館店閉店
- 2004年
9月：ミレニアムリテイリングの完全子会社となる。
- 2005年
3月：「株式会社本金西武」を吸収合併（店名は翌年まで維持）。
9月：そごう心斎橋本店（2009年閉店）の開店に合わせて池袋店を「西武池袋本店」に名称変更[13]。
- 2006年：有楽町西武の構造改善として、「ビューティー館」と「ファッション館」をオープン。
2月：「だるまや西武」を「福井店」に改称[9]。
3月：「本金西武」を「秋田店」に改称[9]。
6月：ミレニアムリテイリングがセブン&アイ・ホールディングスの子会社となったため、セブン&アイ・グループの1社となる[9]。
- 2007年
シブヤ西武を約80億をかけて改装。日本最大のブランド数のラグジュアリーゾーンやビューティーゾーンを設け、食料品を扱うデパ地下を再開[14]
9月14日：所沢西武リニューアルオープン。自主編集売場やビューティーゾーン、食のゾーンを展開。
- 2008年：「ファッションの西武」の復権を賭け、2010年までに総額400億を掛けて池袋西武構造改善。東京メトロ副都心線開業に伴い、池袋本店と渋谷店を連動させてブランドイメージの復権を狙う。
- 2009年8月1日：そごう、およびミレニアムリテイリングと合併し、株式会社そごう・西武が誕生。
存続会社はそごうで、西武百貨店とミレニアムリテイリングは、法人としては解散。店名は、「そごう」「西武」を維持。ただし、店舗表記はこれまでの「○○西武」から「西武○○店」に全店舗統一された。以後、「西武百貨店」という表記はほとんど使用していない（ただし、商品券だけは2021年現在でも券面に「西武百貨店」と表記されている[15]）。

## コマーシャルソング
- 「夢の西武」
  - 作詞：峠三四郎、作曲：越部信義、歌：ボニー・ジャックス
  - 2009年発売のアルバム『越部信義 CM WORKS』に収録。
- 「女、キラキラ。男、そわそわ。」（1979年）
  - 作詞：糸井重里、作曲・編曲・歌：矢野顕子
  - amsミドリヤ開店時のイメージソング。レコードは非売品であったが1階の総合案内所等で無料配布された（レコード品番はams-2121）。2016年に矢野のオールタイムベストアルバム『矢野山脈』に収録された。
- 「おいしい生活」（1982年）
  - 作詞：糸井重里・矢野顕子、作曲：矢野顕子、歌：矢野顕子。アルバム『愛がなくちゃね。』収録。
- 「オカイモノ」のうた（1993年 - ）
  - 作詞：岩崎俊一、草間和夫、作曲：櫻井順、歌：坂本真綾（初代）、森瑛美、後藤玲子、大久保映見、他
  - CMキャラクター「おかいものクマ」のテーマソング。そごうと経営統合後はそごうのCMソングとしても使われるようになった。
  - 2002年にCD化。西武百貨店全店で1万枚限定で発売された。

## テレビ番組
- 日経スペシャル ガイアの夜明け 西武・そごう 再生への365日（2006年9月26日、テレビ東京）[16] - 百貨店再生請負人 和田繁明の改革に365日密着。

### 注
1. ↑  なお、「西武百貨店・年表」[リンク切れ]においては、「帝都百貨店の吸収は、間違いだった」とされているので、検証がまたれている。
2. ↑  当初の開店は1973年9月末を予定していたが、直前に放火による火災が発生し、開店が延期された
3. ↑  現在は3位、1位の伊勢丹新宿店の売上高は、全国法人外商や通販事業等を含めている。2位の阪急うめだ本店も関西地区における阪急阪神百貨店の個人外商の売上高を合算している。